# Hot Springs County
Artikeln behandlar countyt i Wyoming. Ej att förväxla med Hot Spring County i Arkansas.
Hot Springs County är ett administrativt område i delstaten Wyoming, USA. År 2010 hade countyt 4 812 invånare, och var då det county i Wyoming som hade den näst lägsta befolkningen. Den administrativa huvudorten (county seat) är Thermopolis.

## Geografi
Enligt United States Census Bureau har countyt en total area på 5 196 km². 5 196 km² av den arean är land och 1 km² är vatten. 

### Angränsande countyn
- Washakie County, Wyoming - öst
- Fremont County, Wyoming - syd
- Park County, Wyoming - nordväst

## Orter
Invånarantal vid 2010 års federala folkräkning anges inom parentes.

### Mindre städer (Towns)
Orter med mindre än 4 000 invånare och kommunalt självstyre som towns:
- East Thermopolis (254)
- Kirby (92)
- Thermopolis (huvudort, 3 009 invånare)

### Census-designated places
En census-designated place (CDP) är en ort som saknar kommunalt självstyre och som administreras av countyt. 
- Lucerne (535)
- Owl Creek (5)

### Övriga befolkade platser
- Grass Creek
- Wedding of the Waters

### Spökstad
- Gebo

## Politik och styre
Hot Springs County har övervägande valt republikanskt i modern tid; den senaste demokratiska presidentkandidaten som uppnådde en majoritet av countyts röster var Lyndon B. Johnson 1964.